# برادي كانفيلد
برادي كانفيلد (بالإنجليزية: Brady Canfield)‏ هو ضابط أمريكي، ولد في 26 أبريل 1963.